# Adam Gnezda Čerin
Adam Gnezda Čerin (Postojna, 16 luglio 1999) è un calciatore sloveno, centrocampista del Panathīnaïkos e della nazionale slovena.

## Carriera

### Nazionale
Dopo aver collezionato presenze con le varie rappresentative giovanili slovene, l'11 settembre 2018 esordisce con la nazionale Under-21, nella partita di qualificazione all'Europeo del 2019, vinta per 2-1 contro il Kazakistan.
Ha debuttato in nazionale slovena l'11 novembre 2020, nell'amichevole pareggiata per 0-0 contro l'Azerbaigian.
Ha segnato il suo primo gol in nazionale il 14 novembre 2021, nella vittoria per 2-1 contro Cipro, in una partita valida per le qualificazioni ai Mondiali 2022.

## Statistiche

### Presenze e reti nei club
Statistiche aggiornate al 6 ottobre 2024.
| Stagione             | Squadra              | Campionato           | Campionato | Campionato | Coppe nazionali | Coppe nazionali | Coppe nazionali | Coppe continentali | Coppe continentali | Coppe continentali | Altre coppe | Altre coppe | Altre coppe | Totale | Totale |
| Stagione             | Squadra              | Comp                 | Pres       | Reti       | Comp            | Pres            | Reti            | Comp               | Pres               | Reti               | Comp        | Pres        | Reti        | Pres   | Reti   |
| -------------------- | -------------------- | -------------------- | ---------- | ---------- | --------------- | --------------- | --------------- | ------------------ | ------------------ | ------------------ | ----------- | ----------- | ----------- | ------ | ------ |
| 2017-2018            | Domžale              | 1. SNL               | 11         | 0          | CS              | 0               | 0               | UEL                | 2                  | 0                  | -           | -           | -           | 13     | 0      |
| 2018-2019            | Domžale              | 1. SNL               | 35         | 7          | CS              | 2               | 1               | UEL                | 4                  | 0                  | -           | -           | -           | 41     | 8      |
| lug.-set. 2019       | Domžale              | 1. SNL               | 7          | 0          | -               | -               | -               | UEL                | 4                  | 1                  | -           | -           | -           | 11     | 1      |
| Totale Domžale       | Totale Domžale       | Totale Domžale       | 53         | 7          |                 | 2               | 1               |                    | 10                 | 1                  |             | -           | -           | 65     | 9      |
| set. 2019-2020       | Norimberga           | 2.B                  | 5          | 0          | -               | -               | -               | -                  | -                  | -                  | -           | -           | -           | 5      | 0      |
| 2020-2021            | Rijeka               | 1.HNL                | 28         | 1          | CC              | 3               | 0               | UEL                | 5                  | 0                  | -           | -           | -           | 36     | 1      |
| 2021-2022            | Rijeka               | 1.HNL                | 30         | 2          | CC              | 3               | 0               | UECL               | 4                  | 0                  | -           | -           | -           | 37     | 2      |
| Totale Rijeka        | Totale Rijeka        | Totale Rijeka        | 58         | 3          |                 | 6               | 0               |                    | 9                  | 0                  |             | -           | -           | 73     | 3      |
| 2022-2023            | Panathīnaïkos        | SL                   | 24+10      | 1+0        | CG              | 4               | 3               | UECL               | 2                  | 0                  | -           | -           | -           | 40     | 4      |
| 2023-2024            | Panathīnaïkos        | SL                   | 16+10      | 2+1        | CG              | 4               | 0               | UCL+UEL            | 4+6                | 0                  |             |             |             | 40     | 3      |
| 2024-2025            | Panathīnaïkos        | SL                   | 5          | 0          | CG              | 0               | 0               | UEL+UECL           | 3+3                | 0                  |             |             |             | 11     | 0      |
| Totale Panathinaikos | Totale Panathinaikos | Totale Panathinaikos | 45+20      | 3+1        |                 | 8               | 3               |                    | 18                 | 0                  |             | -           | -           | 91     | 7      |
| Totale carriera      | Totale carriera      | Totale carriera      | 181        | 14         |                 | 16              | 4               |                    | 37                 | 1                  |             | -           | -           | 234    | 19     |

### Cronologia presenze e reti in nazionale
| Cronologia completa delle presenze e delle reti in nazionale ― Slovenia | Cronologia completa delle presenze e delle reti in nazionale ― Slovenia | Cronologia completa delle presenze e delle reti in nazionale ― Slovenia | Cronologia completa delle presenze e delle reti in nazionale ― Slovenia | Cronologia completa delle presenze e delle reti in nazionale ― Slovenia | Cronologia completa delle presenze e delle reti in nazionale ― Slovenia | Cronologia completa delle presenze e delle reti in nazionale ― Slovenia | Cronologia completa delle presenze e delle reti in nazionale ― Slovenia |
| Data                                                                    | Città                                                                   | In casa                                                                 | Risultato                                                               | Ospiti                                                                  | Competizione                                                            | Reti                                                                    | Note                                                                    |
| ----------------------------------------------------------------------- | ----------------------------------------------------------------------- | ----------------------------------------------------------------------- | ----------------------------------------------------------------------- | ----------------------------------------------------------------------- | ----------------------------------------------------------------------- | ----------------------------------------------------------------------- | ----------------------------------------------------------------------- |
| 11-11-2020                                                              | Lubiana                                                                 | Slovenia                                                                | 0 – 0                                                                   | Azerbaigian                                                             | Amichevole                                                              | -                                                                       | 45’                                                                     |
| 1-9-2021                                                                | Lubiana                                                                 | Slovenia                                                                | 1 – 1                                                                   | Azerbaigian                                                             | Qual. Mondiali 2022                                                     | -                                                                       | 70’ 90’                                                                 |
| 4-9-2021                                                                | Lubiana                                                                 | Slovenia                                                                | 1 – 0                                                                   | Malta                                                                   | Qual. Mondiali 2022                                                     | -                                                                       |                                                                         |
| 7-9-2021                                                                | Spalato                                                                 | Croazia                                                                 | 3 – 0                                                                   | Slovenia                                                                | Qual. Mondiali 2022                                                     | -                                                                       |                                                                         |
| 8-10-2021                                                               | Ta' Qali                                                                | Malta                                                                   | 0 – 4                                                                   | Slovenia                                                                | Qual. Mondiali 2022                                                     | -                                                                       |                                                                         |
| 11-10-2021                                                              | Lubiana                                                                 | Slovenia                                                                | 1 – 2                                                                   | Russia                                                                  | Qual. Mondiali 2022                                                     | -                                                                       | 27’ 87’                                                                 |
| 14-11-2021                                                              | Lubiana                                                                 | Slovenia                                                                | 2 – 1                                                                   | Cipro                                                                   | Qual. Mondiali 2022                                                     | 1                                                                       |                                                                         |
| 26-3-2022                                                               | Al Rayyan                                                               | Croazia                                                                 | 1 – 1                                                                   | Slovenia                                                                | Amichevole                                                              | -                                                                       | 63’                                                                     |
| 29-3-2022                                                               | Doha                                                                    | Qatar                                                                   | 0 – 0                                                                   | Slovenia                                                                | Amichevole                                                              | -                                                                       | 45’                                                                     |
| 2-6-2022                                                                | Lubiana                                                                 | Slovenia                                                                | 0 – 2                                                                   | Svezia                                                                  | UEFA Nations League 2022-2023 - 1º Turno                                | -                                                                       |                                                                         |
| 5-6-2022                                                                | Belgrado                                                                | Serbia                                                                  | 4 – 1                                                                   | Slovenia                                                                | UEFA Nations League 2022-2023 - 1º Turno                                | -                                                                       | 63’                                                                     |
| 9-6-2022                                                                | Oslo                                                                    | Norvegia                                                                | 0 – 0                                                                   | Slovenia                                                                | UEFA Nations League 2022-2023 - 1º Turno                                | -                                                                       |                                                                         |
| 12-6-2022                                                               | Lubiana                                                                 | Slovenia                                                                | 2 – 2                                                                   | Serbia                                                                  | UEFA Nations League 2022-2023 - 1º Turno                                | 1                                                                       | 47’                                                                     |
| 24-9-2022                                                               | Lubiana                                                                 | Slovenia                                                                | 2 – 1                                                                   | Norvegia                                                                | UEFA Nations League 2022-2023 - 1º Turno                                | -                                                                       |                                                                         |
| 27-9-2022                                                               | Solna                                                                   | Svezia                                                                  | 1 – 1                                                                   | Slovenia                                                                | UEFA Nations League 2022-2023 - 1º Turno                                | -                                                                       | 90’                                                                     |
| 17-11-2022                                                              | Cluj-Napoca                                                             | Romania                                                                 | 1 – 2                                                                   | Slovenia                                                                | Amichevole                                                              | -                                                                       |                                                                         |
| 20-11-2022                                                              | Lubiana                                                                 | Slovenia                                                                | 1 – 0                                                                   | Montenegro                                                              | Amichevole                                                              | -                                                                       | 27’                                                                     |
| 23-3-2023                                                               | Astana                                                                  | Kazakistan                                                              | 1 – 2                                                                   | Slovenia                                                                | Qual. Euro 2024                                                         | -                                                                       |                                                                         |
| 26-3-2023                                                               | Lubiana                                                                 | Slovenia                                                                | 2 – 0                                                                   | San Marino                                                              | Qual. Euro 2024                                                         | -                                                                       |                                                                         |
| 16-6-2023                                                               | Helsinki                                                                | Finlandia                                                               | 2 – 0                                                                   | Slovenia                                                                | Qual. Euro 2024                                                         | -                                                                       |                                                                         |
| 19-6-2023                                                               | Lubiana                                                                 | Slovenia                                                                | 1 – 1                                                                   | Danimarca                                                               | Qual. Euro 2024                                                         | -                                                                       |                                                                         |
| 7-9-2023                                                                | Lubiana                                                                 | Slovenia                                                                | 4 – 2                                                                   | Irlanda del Nord                                                        | Qual. Euro 2024                                                         | -                                                                       |                                                                         |
| 10-9-2023                                                               | Serravalle                                                              | San Marino                                                              | 0 – 4                                                                   | Slovenia                                                                | Qual. Euro 2024                                                         | -                                                                       |                                                                         |
| 14-10-2023                                                              | Lubiana                                                                 | Slovenia                                                                | 3 – 0                                                                   | Finlandia                                                               | Qual. Euro 2024                                                         | -                                                                       |                                                                         |
| 17-10-2023                                                              | Belfast                                                                 | Irlanda del Nord                                                        | 0 – 1                                                                   | Slovenia                                                                | Qual. Euro 2024                                                         | 1                                                                       |                                                                         |
| 17-11-2023                                                              | Copenaghen                                                              | Danimarca                                                               | 2 – 1                                                                   | Slovenia                                                                | Qual. Euro 2024                                                         | -                                                                       |                                                                         |
| 20-11-2023                                                              | Lubiana                                                                 | Slovenia                                                                | 2 – 1                                                                   | Kazakistan                                                              | Qual. Euro 2024                                                         | -                                                                       |                                                                         |
| 21-3-2024                                                               | Ta' Qali                                                                | Malta                                                                   | 2 – 2                                                                   | Slovenia                                                                | Amichevole                                                              | -                                                                       | 62’                                                                     |
| 26-3-2024                                                               | Lubiana                                                                 | Slovenia                                                                | 2 – 0                                                                   | Portogallo                                                              | Amichevole                                                              | 1                                                                       |                                                                         |
| 4-6-2024                                                                | Lubiana                                                                 | Slovenia                                                                | 2 – 1                                                                   | Armenia                                                                 | Amichevole                                                              | -                                                                       |                                                                         |
| 8-6-2024                                                                | Lubiana                                                                 | Slovenia                                                                | 1 – 1                                                                   | Bulgaria                                                                | Amichevole                                                              | -                                                                       | 82’                                                                     |
| 15-6-2024                                                               | Stoccarda                                                               | Slovenia                                                                | 1 – 1                                                                   | Danimarca                                                               | Euro 2024 - 1º turno                                                    | -                                                                       |                                                                         |
| 20-6-2024                                                               | Monaco di Baviera                                                       | Slovenia                                                                | 1 – 1                                                                   | Serbia                                                                  | Euro 2024 - 1º turno                                                    | -                                                                       |                                                                         |
| 25-6-2024                                                               | Colonia                                                                 | Inghilterra                                                             | 0 – 0                                                                   | Slovenia                                                                | Euro 2024 - 1º turno                                                    | -                                                                       |                                                                         |
| 1-7-2024                                                                | Francoforte sul Meno                                                    | Portogallo                                                              | 0 – 0 dts (3 – 0 dtr)                                                   | Slovenia                                                                | Euro 2024 - Ottavi di finale                                            | -                                                                       |                                                                         |
| 6-9-2024                                                                | Lubiana                                                                 | Slovenia                                                                | 1 – 1                                                                   | Austria                                                                 | UEFA Nations League 2024-2025 - 1º turno                                | -                                                                       | 54’                                                                     |
| 9-9-2024                                                                | Lubiana                                                                 | Slovenia                                                                | 3 – 0                                                                   | Kazakistan                                                              | UEFA Nations League 2024-2025 - 1º turno                                | -                                                                       |                                                                         |
| 10-10-2024                                                              | Oslo                                                                    | Norvegia                                                                | 3 – 0                                                                   | Slovenia                                                                | UEFA Nations League 2024-2025 - 1º turno                                | -                                                                       | 79’                                                                     |
| 13-10-2024                                                              | Almaty                                                                  | Kazakistan                                                              | 0 – 1                                                                   | Slovenia                                                                | UEFA Nations League 2024-2025 - 1º turno                                | -                                                                       |                                                                         |
| 14-11-2024                                                              | Lubiana                                                                 | Slovenia                                                                | 1 – 4                                                                   | Norvegia                                                                | UEFA Nations League 2024-2025 - 1º turno                                | -                                                                       | 81’                                                                     |
| 17-11-2024                                                              | Vienna                                                                  | Austria                                                                 | 1 – 1                                                                   | Slovenia                                                                | UEFA Nations League 2024-2025 - 1º turno                                | 1                                                                       | 83’                                                                     |
| 23-3-2025                                                               | Lubiana                                                                 | Slovenia                                                                | 1 – 0 dts                                                               | Slovacchia                                                              | UEFA Nations League 2024-2025 - Play-off                                | 1                                                                       | 63’ 120+1’                                                              |
| Totale                                                                  |                                                                         | Presenze                                                                | 42                                                                      |                                                                         | Reti                                                                    | 6                                                                       |                                                                         |

## Palmarès

### Club

#### Competizioni nazionali
- Coppa di Grecia: 1

Panathinaikos: 2023-2024